# Lincoln (hrabstwo Adams)
Lincoln – miasto w Stanach Zjednoczonych, w stanie Wisconsin, w hrabstwie Adams.